# August Landmeser
August Landmeser (24. maj 1910 — 17. oktobar 1944) bio je radnik u brodogradilištu Blom + Vos u Hamburgu, Nemačka. Poznat je po svom pojavljivanju na fotografiji gde je odbio da izvede nacistički pozdrav prilikom porinuća broda za obuku Nemačke mornarice Horst Vesel 13. juna Bio je član Nacističke partije od 1931. do 1935, ali je, nakon što je dobio decu sa Jevrejkom, bio proglašen krivim zbog „prljanja rasne časti“ po nacističkim rasnim zakonima i počeo da se protivi Hitlerovom režimu.
August Landmeser se sa Irmom Ekler, rođenom 1913, oženio 1935. Nju je Gestapo 1938. uhapsio i odveo u zatvor Fulsbitel. Deca, Ingrid i Irene, bila su razdvojena. Ingrid je dozvoljeno da živi sa svojom bakom, a Irene je prvo otišla u sirotište, a zatim kod staratelja. Njihov otac, August Landmeser, pušten je iz zatvora 19. januara 1941. Landmeser je radio kao predradnik u firmi Pist, koja se bavila prevozom robe. Firma je imala ogranak u fabrici Hajnkel-Verke u Varnemindeu. U februaru 1944. mobilizovan je u kazneni vod, 999. laki afrički bataljon, gde je kasnije nestao u akciji i smatra se poginulim.

## Literatura
- Benz, Wolfgang; Dunlap, Thomas (2006). A Concise History of the Third Reich. University of California Press. ISBN 978-0-520-23489-5.
- Irene Eckler: The Guardianship Act 1935–1958. Horneburg Verlag, Schwetzingen. 1966.  978-3-9804993-0-9.
- Irene Eckler: A Family Torn Apart by “Rassenschande”. Horneburg Verlag, Schwetzingen. 1998.  978-3-9804993-2-3.